# Unknown Pleasures
Unknown Pleasures — дебютний студійний альбом англійського рок-гурту Joy Division, випущений 15 червня 1979 року лейблом Factory Records. Альбом був записаний і зведений протягом трьох послідовних вихідних у стокпортській студії Strawberry Studios у квітні 1979 року, а продюсер Мартін Геннет додав до звучання гурту низку нетрадиційних методів запису. Обкладинку альбому розробив художник Пітер Севілл, використовуючи графік сигналів радіопульсара. Це єдиний альбом Joy Division, випущений за життя вокаліста Єна Кертіса.
Factory Records не випустив жодного синглу з Unknown Pleasures, і альбом не потрапив до чартів, незважаючи на відносний успіх наступного синглу гурту "Transmission". З тих пір він отримав стійке визнання критиків як впливовий постпанк альбом, і був названий одним з найкращих альбомів усіх часів такими виданнями, як NME, AllMusic, Select, Rolling Stone та Spin.

## Передумови
Гурт Joy Division утворився в Солфорді у 1976 році під час першої хвилі панк-року. Бернард Самнер і Пітер Гук окремо відвідали концерт Sex Pistols у манчестерському Free Trade Hall 4 червня 1976 року і обоє були захоплені простотою, швидкістю та агресією цього гурту. Сформувавши гурт зі своїм другом Террі Мейсоном на барабанах, Самнером на гітарі та Гуком на бас-гітарі, вони оголосили про пошук вокаліста. Єн Кертіс, якого Самнер і Гук вже знали, подав заявку і без прослуховування був прийнятий до гурту. Після низки змін барабанщика, Стівен Морріс приєднався до гурту, який на той час називався Warsaw, у серпні 1977 року. Щоб уникнути плутанини з лондонським панк-гуртом Warsaw Pakt, наприкінці 1977 року вони перейменувалися на Joy Division.
Після підписання контракту на запис з лейблом RCA Records на початку 1978 року Joy Division записали кілька демозаписів, але були незадоволені тим, як їхня музика була зведена, і попросили звільнити їх від контракту. Першим релізом гурту став самостійно спродюсований мініальбом An Ideal for Living, який вийшов у червні 1978 року. Дебют на телебаченні відбувся у вересні 1978 року в місцевій програмі новин Тоні Вілсона Granada Reports. За словами Гука, гурт отримав пропозицію від лондонського лейблу Genetic Records у розмірі 70 000 фунтів стерлінгів, проте менеджер гурту Роб Греттон запропонував Вілсону випустити альбом на його лейблі Factory Records. Вілсон пояснив, що Греттон підрахував, що, враховуючи розподіл прибутку Factory 50/50, гурт міг би заробити на інді-лейблі стільки ж грошей, скільки міг би, підписавши контракт на мейджор. Вілсон додав, що однією з головних причин звернення Греттона до Factory було те, що «йому не доведеться щотижня їздити на поїзді до Лондона і „спілкуватися з самородками“. Ніхто не міг використовувати слово „кокні“ з таким презирством, як Роб». Греттон підрахував, що продюсування альбому обійдеться у 8 000 фунтів стерлінгів, проте Вілсон у 2006 році заявив, що авансовий платіж склав 18 000 фунтів.

## Запис
Unknown Pleasures був записаний у Strawberry Studios у Стокпорті протягом трьох вихідних з 1 по 17 квітня 1979 року, продюсером виступив Мартін Геннет. Геннет, який вважав, що панк-рок був звуково консервативним через відмову використовувати студійні технології для створення звукового простору, використав на альбомі низку незвичних технік виробництва та звукових ефектів, включаючи кілька цифрових затримок AMS 15-80s, Marshall Time Modulator, цифровий дилей, а також звук розбитої пляшки, поїдання чипсів, гітари задом наперед і звук ліфта Strawberry Studios з динаміком Leslie, що «дзижчав всередині». Він також використовував звук підвального туалету. Геннет записав вокал Кертіса для «Insight» по телефонній лінії, щоб досягти «необхідної відстані». Пізніше Геннет сказав: «[Joy Division] були подарунком для продюсера, тому що вони не мали жодного уявлення. Вони не сперечалися». Згадуючи про сесії запису, Гук згадував: «Самнер почав використовувати синтезатор Powertran Transcendent 2000, особливо на „I Remember Nothing“, де він конкурував зі звуком Роба Греттона, який розбиває пляшки разом зі Стівом і його реплікою пістолета Walther». Під час запису Морріс інвестував у барабани Syndrum, тому що йому здалося, що він бачив їх на обкладинці альбому Can 1971 року Tago Mago.
AllMusic писав, що продюсування Геннета на Unknown Pleasures було «такою ж візитною карткою, як і сама музика», описуючи його як таке, що «підкреслює простір у найбільш відвертий спосіб з часів світанку дабу». Описуючи техніку продюсування Геннета, Гук сказав: «[Він] не думав прямо, він думав убік. Він збивав вас з пантелику і змушував робити те, чого ви не очікували.» Гук продовжував: «Дерек Бремвуд зі Strawberry Studios сказав, що ви можете взяти групу, яка блискуче працювала протягом 20 років, посадити її в студію з Мартіном, і протягом п'яти хвилин вони будуть намагатися перерізати один одному горлянки». Однак Гук продовжує стверджувати, що Геннет був настільки хорошим, наскільки хорошим був матеріал, з яким йому довелося працювати: «Ми дали йому чудові пісні, а він, як шеф-кухар, додав трохи солі, перцю і зелені, і подав страву на стіл. Але йому потрібні були наші інгредієнти». Думки учасників гурту розійшлися щодо «просторого, атмосферного звучання» альбому, яке не відповідало їхньому більш агресивному живому звучанню. Самнер сказав: «Музика була гучною і важкою, і ми відчували, що Мартін приглушив її, особливо з гітарами. Продакшн наклав на альбом цей темний, похмурий настрій: ми намалювали цю картину у чорно-білому кольорі, а Мартін розфарбував її для нас. Ми були обурені цим…» Гук сказав: «Я не міг приховати свого розчарування тоді, це звучало як Pink Floyd».
Морріс не погодився, сказавши: «Я був задоволений Unknown Pleasures. Моя теорія на той час полягала в тому, що ці дві речі — слухати платівку і йти на концерт — зовсім різні. Ти не хочеш слухати платівку, коли йдеш на концерт: ти хочеш чогось енергійного». Кертіс також був задоволений продюсуванням альбому і був вражений роботою Геннета. 2006 року Гук визнав: «Альбом, безумовно, звучав не так, як я хотів…. Але тепер я бачу, що Мартін добре попрацював над ним … Тут немає двох думок, Мартін Геннет створив звучання Joy Division». Хук також зазначив, що на платівці він вперше зміг почути тексти Кертіса і гітарні партії Самнера, оскільки під час концертів група грала занадто голосно.

## Художнє оформлення та пакування
Пітер Севілл, який раніше створював плакати для манчестерського клубу Factory у 1978 році, розробив дизайн обкладинки альбому. Самнер чи Морріс обрали зображення для обкладинки, яке базується на зображенні радіохвиль від пульсара CP 1919 з Кембриджської астрономічної енциклопедії. Севілл змінив зображення з чорно-білого на біло-чорне, всупереч тому, що гурт віддав перевагу оригінальному варіанту. «Я боявся, що це може виглядати трохи дешево. Я був переконаний, що в чорному кольорі воно виглядає сексуальніше», оскільки символізує сигнал з космосу. Він надрукував його на текстурованому картоні для оригінальної версії альбому.
Це не аналіз Фур'є, як іноді стверджують, а зображення інтенсивності послідовних радіоімпульсів, як зазначено в Кембриджській енциклопедії. Простіше кажучи, зображення — це графік радіовипромінювання пульсара, «нейтронної зірки, що обертається». Спочатку названий CP 1919, пульсар був відкритий у листопаді 1967 року студенткою Джоселін Белл Бернелл та її науковим керівником Ентоні Г'юїшем у Кембриджському університеті. Коли зірка обертається, вона випромінює електромагнітне випромінювання у вигляді променя, подібного до маяка, який можна вловити за допомогою радіотелескопів. Кожна лінія на зображенні — це окремий імпульс. Вони не є абсолютно однаковими щоразу, оскільки велика відстань, яку долає промінь, вносить інтерференцію.
Зображення було створено радіоастрономом Гарольдом Крафтом в обсерваторії Аресібо для його докторської дисертації 1970 року як спосіб візуалізації менших імпульсів всередині більших, що могло б допомогти пояснити, що спричиняло ці імпульси. Він роками не знав, що це зображення асоціюється з обкладинкою альбому, поки друг не розповів йому; після цього він купив копію, бо відчував, що повинен мати її як творець зображення.
Сьюзі Голдрінг, рецензуючи альбом для BBC Online, зазначила: «Двоколірна обкладинка першого альбому Joy Division, яку створив Пітер Севілл, говорить багато про що. Її білі на чорному лінії відображають імпульс потужності, сплеск басів і нестримну тривогу. Якщо обкладинка вас не приваблює, це зробить музика».

### Культовий статус
Обкладинка стала міцно асоціюватися з фанатами гурту на готичних вечірках наприкінці 80-х, після того, як уцілілі учасники Joy Division створили гурт New Order. У XXI столітті це почало ставати культовим зображенням і за межами фан-сектору Joy Division. Раф Сімонс співпрацював з Севіллем над лінією одягу 2003 року, яка використовувала цей сюжет; три роки потому Supreme наслідували його приклад.. Обкладинка альбому Вінса Степлса 2015 року 'Summertime '06 заснована на зображенні Unknown Pleasures.
У 2012 році корпорація Disney використала зображення обкладинки для футболки з Мікі Маусом, що було сприйнято як жарт. Севілл пояснює адаптивність зображення тим, що воно «круте, у всіх значеннях, від крутого до холодного».

### Внутрішній рукав пакування
На внутрішньому рукаві — чорно-біла фотографія дверей з рукою біля ручки. Минуло кілька років, перш ніж Севілл виявив, що це фотографія Рука в дверному отворі, відома картина Ральфа Ґібсона.

## Реліз
Unknown Pleasures спочатку був надрукований накладом 10 000 копій, з яких 5 000 копій було продано протягом перших двох тижнів після виходу, а ще 10 000 копій було продано протягом наступних шести місяців. Спочатку продажі Unknown Pleasures були повільними, аж до виходу неальбомного синглу «Transmission», і непродані копії займали офіс Factory Records у квартирі співзасновника лейблу Алана Еразма.
Після виходу «Transmission», було розпродано весь початковий тираж Unknown Pleasures, що стало поштовхом до виробництва подальших тиражів. Unknown Pleasures приніс приблизно 50 000 фунтів стерлінгів прибутку, який мав бути розділений між лейблом Factory Records і гуртом; проте Тоні Вілсон витратив більшу частину цього прибутку на проєкти Factory. На момент завершення схваленого критиками промо-туру на розігріві у Buzzcocks у листопаді 1979 року, тираж Unknown Pleasures наблизився до 15 000 копій.
Unknown Pleasures не потрапив до UK Albums Chart. Однак після самогубства Кертіса у травні 1980 року та виходу їхнього другого альбому, Closer, у липні, він був перевиданий і досяг 71 місця наприкінці серпня. У UK Indie Chart він посів 2 позицію в першому чарті, опублікованому в січні 1980 року, і очолював його після перевидання, загалом пробувши в чарті 136 тижнів. Перевидання до 40-річчя альбому зайняло 5 місце в UK Albums Chart, коли він вийшов у 2019 році, зробивши Unknown Pleasures найрейтинговішим альбомом Joy Division.
У 2007 році були перевидані ремастировані версії Unknown Pleasures і Closer, а також компіляція 1981 року Still, причому ремастирована версія Unknown Pleasures включала бонусний диск із живим записом виступу гурту в The Factory у Манчестері 13 липня 1979 року. Альбом також був перевиданий на 180-грамовому вінілі з оригінальним трек-листом у 2007 році, причому ця версія також була доступна у лімітованому бокс-сеті з Closer і Still. Альбом був перевиданий до 40-ї річниці альбому на 180-грамовому вінілі рубіново-червоного кольору з альтернативною білою обкладинкою обмеженим тиражем 7 травня 2019 року.

## Критична оцінка
Melody Maker назвав Unknown Pleasures «непрозорим маніфестом», а в музичному плані охарактеризував його як «Гарі Гліттер зустрічає The Velvet Underground». Рецензент Джон Севідж заявив, що «[виходити] з двадцятого століття важко; більшість людей вважають за краще повертатися назад і ностальгувати, о, хлопче. Joy Division принаймні встановили курс у сьогоденні за допомогою зворотних слідів на майбутнє — можливо, ви не можете бажати більшого. Дійсно, Unknown Pleasures цілком може бути одним із найкращих білих англомовних дебютних платівок року.» Макс Белл з NME охарактеризував альбом як «надзвичайний», написавши, що «не намагаючись збити з пантелику або перевершити себе, цей гурт зробив крок у лабіринт, який рідко досліджується з хоч краплею справжньої переконаності.» Він прихильно порівнював його з творчістю The Doors епохи Strange Days і «німецьких експериментаторів», таких як Can і Neu!. У Rolling Stone музичний журналіст Мікал Гілмор описав альбом як такий, що має «тужливий, глибокий звук, який часто нагадує витончену версію Velvet Underground або впорядкований Public Image Ltd.» До серпня того ж року альбом став фаворитом критиків за підсумками року. Роберт Палмер помістив альбом на четверте місце у своєму списку найкращих альбомів 1980 року для The New York Times, проголосивши його «винятковим дебютом», і що альбом «залишається шедевром гурту» і що це був «один з найбільш драйвових, відчайдушних рок-н-ролів, які коли-небудь були записані».
Інші автори були менш захоплені. Ред Старр, який писав для Smash Hits, дав альбому загалом позитивну рецензію, описавши його як «похмурий саундтрек кошмару». Старр описав тексти пісень як «таємничі» і «похмурі», які звучали «на тлі напруженої музики з нагальною гітарою, моторошними ефектами і драйвовими ритмами». Однак Старр пом'якшив свій відгук, сказавши, що не варто «очікувати занадто багато», оскільки альбом був «все ще досить сирим». Пишучи про Factory для Melody Maker у вересні 1979 року, Мері Херрон була менш вражена: «Я знайшла щонайменше половину [Unknown Pleasures] млявою і монотонною, а вокал важким і мелодраматичним — Джим Моррісон без хисту». Вона продовжила, що тексти пісень і атмосфера альбому «здавалося, відсилали до кінця шістдесятих», а пісні були «серією роз'єднаних образів».

### Спадщина
Ретроспективні критики, які писали про альбом, були практично одностайними у своїх похвалах. У 1994 році Джон Севідж охарактеризував музику як «остаточну заяву північної готики: просякнуту почуттям провини, романтичну, клаустрофобічну». Аналізуючи творчість Кертіса, музичний журналіст Річард Кук у 1983 році зауважив: «Секс зник з цих невідомих задоволень; це наслідки пристрасті, де все (можливо) втрачено». Стюарт Маконі з Select назвав Unknown Pleasures «музикою без минулого і майбутнього, але з мускулистістю всього великого року» і «одним з найкращих перших альбомів в історії».
Нед Раггетт, рецензуючи альбом для AllMusic, описав Unknown Pleasures як «Весь вісцеральний, весь емоційний, весь театральний, весь досконалий — один з найкращих альбомів за всю історію». Роберт Крістгау сказав, що саме «пристрасна гравітація Кертіса робить незграбну, тривожну музику такою переконливою». Колін Ларкін у своїй Енциклопедії популярної музики (2011) назвав музику «самобутньою і тривожною», виділивши при цьому пісню «She's Lost Control», де Кертіс був «у своєму найбільш маніакальному арешті». Щодо ремастированого перевиданого альбому 2007 року, британський музичний журнал NME описав його як «просто один з найкращих записів, які коли-небудь були зроблені, і все ще достатньо потужний, щоб звалити вас з ніг 28 років потому».
У 2000 році альбом посів 249 місце у списку Коліна Ларкіна «1000 найкращих альбомів усіх часів». Альбом також увійшов до книги 1001 альбом, який ви повинні почути, перш ніж помрете".
Peter Hook and the Light зіграли альбом Unknown Pleasures повністю під час кількох своїх концертних турів, а також записали і випустили живі альбоми деяких своїх виступів. Гук також назвав одну зі своїх книг Unknown Pleasures: Inside Joy Division у 2012 році.

## Трек-лист
Автор музики і слів Єн Кертіс, Пітер Гук, Стефен Морріс і Бернар Самнер. 
| Сторона 1 (Outside) | Сторона 1 (Outside) | Сторона 1 (Outside) |
| #                   | Назва               | Тривалість          |
| ------------------- | ------------------- | ------------------- |
| 1.                  | «Disorder»          | 3:36                |
| 2.                  | «Day of the Lords»  | 4:48                |
| 3.                  | «Candidate»         | 3:05                |
| 4.                  | «Insight»           | 4:30                |
| 5.                  | «New Dawn Fades»    | 4:48                |

| Сторона 2 (Inside) | Сторона 2 (Inside)   | Сторона 2 (Inside) |
| #                  | Назва                | Тривалість         |
| ------------------ | -------------------- | ------------------ |
| 6.                 | «She's Lost Control» | 3:56               |
| 7.                 | «Shadowplay»         | 3:54               |
| 8.                 | «Wilderness»         | 2:38               |
| 9.                 | «Interzone»          | 2:16               |
| 10.                | «I Remember Nothing» | 5:53               |
| 39:28              |                      |                    |

| 2007 CD ремастер бонус-диск (наживо у Factory, Манчестер, 13 липня 1979) | 2007 CD ремастер бонус-диск (наживо у Factory, Манчестер, 13 липня 1979) | 2007 CD ремастер бонус-диск (наживо у Factory, Манчестер, 13 липня 1979) |
| #                                                                        | Назва                                                                    | Тривалість                                                               |
| ------------------------------------------------------------------------ | ------------------------------------------------------------------------ | ------------------------------------------------------------------------ |
| 1.                                                                       | «Dead Souls»                                                             | 4:25                                                                     |
| 2.                                                                       | «The Only Mistake»                                                       | 4:12                                                                     |
| 3.                                                                       | «Insight»                                                                | 3:52                                                                     |
| 4.                                                                       | «Candidate»                                                              | 2:08                                                                     |
| 5.                                                                       | «Wilderness»                                                             | 2:32                                                                     |
| 6.                                                                       | «She's Lost Control»                                                     | 3:47                                                                     |
| 7.                                                                       | «Shadowplay»                                                             | 3:35                                                                     |
| 8.                                                                       | «Disorder»                                                               | 3:29                                                                     |
| 9.                                                                       | «Interzone»                                                              | 2:05                                                                     |
| 10.                                                                      | «Atrocity Exhibition»                                                    | 6:14                                                                     |
| 11.                                                                      | «Novelty»                                                                | 4:28                                                                     |
| 12.                                                                      | «Transmission»                                                           | 3:50                                                                     |
| 44:37                                                                    |                                                                          |                                                                          |

## Персоналії
Joy Division
- Єн Кертіс – вокал
- Бернард Самнер – гітара, клавішні
- Пітер Гук – бас-гітара, вокал на «Interzone»
- Стефен Морріс – барабани, перкусія

Продакшн
- Мартін Геннет – продюсування
- Кріс Нейгл – звукоінженер
- Пітер Севілл – дизайн
- Кріс Матан – дизайн